# DXOMARK
 DxOMark ，现在称为 DXOMARK，是一个「评估智能手机、镜头与相机」的商业评测网站。于2008年成立，最初是由法国一家工程咨询公司DxO Labs 旗下的DxOMark Image Labs SAS所拥有，总部位于法国巴黎的布洛涅-比揚古。DXOMARK Image Labs 于 2017 年 9 月分拆自 DxO Labs，并于 2019 年更名为 DXOMARK 。
许多独立的新闻刊物和专业媒体网站都会引用DXOMARK的分数，包括：《华盛顿邮报》、《纽约时报》、《时代周刊》、《世界报》、《Les Numeriques》、《新德里电视台》、《今日印度》、《印度快报》、《中国日报》、《富比士》、《连线》、《ZDNet》、《Extreme Tech》、《Tech Crunch》、《TechRadar》、《CNET》、《个人电脑世界》、《Gizmodo》、《Engadget》、《Digital Trends》、《The Next Web》、《The Verge》、《GSM Arena》、《Android Authority》、《Mac Rumors》、《Digital Photography Review》、《Shutterbug》、《Imaging Resource》、《Trusted Reviews》、《T3》、《XDA-Developers》、《第一邮报》、《Xataka》、《PetaPixel》、《Tom's Guide》、《BGR》、《新浪》以及《搜狐》。

## DXOMARK评测系统
DXOMARK的测试分数是在商业保密下以全面且大量测试记录的方式所取得。总体得分是汇整自多项具体并详细的测试属性而来，但无从得知这些属性的实际权重 。DXOMARK强调：「总分并不是各项子分数的加总。它是以专有且机密的方式将子分数反应在整体的分数上。」DXOMARK也强调他们会为设备制造商提供咨询服务，以协助制造商生产出更好的相机。
关于具体的分数，尚不清楚DXOMARK评分系统的分数上限为何；早期一些优异的机种可能得到的最高分数为100分，但后来表现出色的机种可获得的分数则超过了100分。还有很重要的一点是，DXOMARK的分数并不是取自任何测试项目的平均值。

## 相机传感器评比
DXOMARK的传感器分数是评测数张由相机传感器所拍摄的RAW图像质量所得而来。
DXOMARK传感器总体得分是取自下列三个项目的分数：
- 以色彩位评测颜色深度的人像分数
- 以动态范围的文件数评测动态范围的风景分数
- 以ISO值评测低光性能的运动分数

另一项测试标准是被定义为「清晰度测量单位」的感知百万像素（P-MPix），用于评估相机与特定镜头搭配后所呈现的分辨率  DXOMARK认为在评估相机和镜头的图像质量时，对摄影师来说，P-Mpix比其他评测锐度的方式更为准确且更有实质价值。截至2015年12月，佳能EOS 5DS R搭配 EF 300mm f / 2.8L IS II USM 镜头所实测的P-MPix最高（45 P-Mpix），其次是卡尔·蔡司 APO Sonnar T * 2/135 ZE（搭配佳能EOS 5DS R为41 P-Mpix，搭配尼康 800E 则为36 P-Mpix）。
多年来，DXOMARK的评测资料已用于反应出传感器图像质量和低光感亮度与价格间的关系，同时也影响到传感器尺寸和分辨率。近来，DXOMARK也评估了无人机相机的图像质量。

## 相机镜头评比
DXOMARK的镜头分数也能评比[相机镜头。将镜头搭配各种型号的相机，以专有的测试工具进行评测 。与DXOMARK的相机传感器评比一样，DXOMARK的镜头得分是也汇整自五项子分数，即：清晰度、失真、暗角、通光量和色差。

## 手机摄像头评比
随着智能手机取代了傻瓜相机  ，DXOMARK也从2011年起开始测试智能手机和其他移动设备，并于2012年推出DXOMARK Mobile。2017年9月，增加了针对当前智能手机摄像头（包括双摄像头）的性能评测，像是：夜间摄影、远摄变焦、深度效果和散景 。2019年9月，DXOMARK Mobile正式更名为 DXOMARK CAMERA　。
每款手机所测试出的DXOMARK摄像头总体得分都是备受瞩目的，该分数是由DXOMARK摄像头照片和DXOMARK摄像头视频这两个类别的得分所组成。
DXOMARK的摄像头照片分数是由11个项目所组成：
- 曝光和对比度
- 色彩
- 自动对焦
- 纹理
- 噪点
- 伪像
- 夜间摄影（2019年9月起与闪光灯项目合并）[16][19][21][22]
- 变焦[19]
- 散景[19]
- 广角（2019年9月增加）[16][21][22]
- 预览（于2020年10月增加）[23]

DXOMARK的摄像头视频分数包括六个与DXOMARK照片分数相同的项目（曝光、色彩、自动对焦、纹理、噪点和伪像），再加上一个防抖项目。
DXOMARK的测试是由该公司的技术人员在各种光照条件下进行，照度范围从1 勒克斯的低光到户外明亮的日光 。各项目的分数以专有且机密的组合方式汇整成总体分数。除了变焦和散景，所有的测试都受限在默认模式下进行，这也让测试者在测试时更为谨慎。

## 自拍摄像头评比
自2019年1月22日起，DXOMARK开始发布新测试项目 — 智能手机前置的「自拍」摄像头 — 的评测结果  。这项全新且独立的DXOMARK Selfie评测是针对照片和视频进行测试，再将两者汇整成DXOMARK Selfie的整体得分。DXOMARK Selfie的照片子分数包含曝光、色彩、对焦、纹理、噪点、伪像、闪光灯以及散景。DXOMARK Selfie的视频子分数则有曝光、色彩、对焦、纹理、噪点、伪像与防抖。

## 智能手机音频评比
DXOMARK于2019年10月推出了全新的智能手机音频测试准则。以手机的内置扬声器评测其播放性能；以手机的内置麦克风评测其录制性能  。测试的类别包括
- 音色（频率响应、高音/中音/低音、音调平衡、音量依赖度）
- 力度（起音、低音准确度、冲击力、音量依赖度）
- 空间感（广度、平衡性、距离、定位能力）
- 音量（最大、最小、用户音量一致性）
- 音损（噪声、抽吸效应、失真、用户音损、其他音损）

只测试于录制项目：
- 背景（方向性、噪声分布、音损）

## 智能手机屏幕评比
2020年10月，DXOMARK推出了移动设备显示屏（屏幕）的评测准则。DXOMARK Display测试是以超过400个的测量值、20多个小时的实验室评估和真实场景进行评测。所得的结果包括六项子分数：易读性、色彩、视频、运动，触控以及伪像。

## 无线音箱评比
2020年11月，DXOMARK加入了针对无线音箱进行测试的DXOMARK Speakers 评测准则，而测试内容包括使用声级计与已校正麦克风的实验室客观测试，以及20个小时的感知评估。DXOMARK还结合了专业音乐家和录音室制订出专用的音频片段，包含爵士、嘻哈、古典、流行、摇滚、拉丁、电子和另类风格的音乐。

## 比较工具
DXOMARK的网站用户可以选择几款同等级的机种，依网站上公布的测试分数和实际测试数据的图像进行比较。

## Analyzer
Analyzer是DXOMARK推出的一套软件工具，包括测试目标和测试设备。相机公司、新闻媒体出版业以及网站 都能使用它来测试传感器、镜头、相机和手机的摄像头，可以针对RAW和JPEG图像以及视频进行测试。Analyzer 也是DXOMARK.com 幕后的分析工具，分析结果能以数字或图形显示。Analyzer最初是由DxO Labs推出，现在是DXOMARK的产品；DXOMARK是由DxO分拆出来的。
Analyzer 可用于测试光学、传感器、防抖、视频、快门时序和3D功能的模块。

## 行业中的运用
相机和手机发布会上经常会以DXOMARK的评测分数来展现其产品的图像质量性能。获得DXOMARK Camera的高评分也成为供货商和营销材料的质量保证，不过，要注意的是，这些评分仅反映图像质量。  DXOMARK同时也提供硬件制造商有关图像质量的咨询服务。